# 국제 도로교통 박람회
도로교통박람회(International Road & Traffic Expo, ROTREX)는 2005년부터 2년 간격으로 개최되는 국내 최대 규모의 도로교통분야 전문 박람회이다.
※ 2015년은 "제25회 서울 세계도로대회" 개최(11. 2 ~ 6, 주최: 국토교통부, 서울특별시 / 주관 : 제25회 서울 세계도로대회 조직위원회)로 인해 국제도로교통박람회 순연
제8회 박람회는 2021년 11월 10일(수)부터 11월 12일(금)까지 3일간 고양시 킨텍스(KINTEX) 제1전시장에서 개최된다.

## 2021 도로교통박람회 개요
- 전 시 명 : 2021 도로교통박람회(International Road & Traffic Expo 2021, ROTREX 2021)
- 개최기간 : 2021년 11월 10일(수) ~ 11. 12(금), 3일간
- 장    소 : 고양시 킨텍스(KINTEX) 제1전시장 5홀
- 주    최 : 한국도로협회, 킨텍스(KINTEX)
- 후    원 : 국토교통부, 한국도로공사 등

- 전시분야 : 도로건설, 도로유지관리, 도로시설, 교통표지, ITS, 대중교통, 자전거, 주차시스템, 서비스 및 기타

## 개최 실적
- 제1회 : 2005년 7월 7일 ~ 7월 10일, 장소 : 고양시 킨텍스(KINTEX)
- 제2회 : 2007년 5월 9일 ~ 5월 12일, 장소 : 고양시 킨텍스(KINTEX)
- 제3회 : 2009년 9월 23일 ~ 9월 26일, 장소 : 인천 송도컨벤시아
- 제4회 : 2011년 10월 18일 ~ 10월 21일, 장소 : 고양시 킨텍스(KINTEX)
- 제5회 : 2013년 10월 29일 ~ 11월 1일, 장소 : 고양시 킨텍스(KINTEX)